# Chalcochiton argyrocephalus
Chalcochiton argyrocephalus är en tvåvingeart som först beskrevs av Macquart 1840.  Chalcochiton argyrocephalus ingår i släktet Chalcochiton och familjen svävflugor. Inga underarter finns listade i Catalogue of Life.